# ایست فریدام (پنسیلوانیا)
ایست فریدام (به انگلیسی: East Freedom) یک منطقهٔ مسکونی در ایالات متحده آمریکا است که در شهرستان بلیر، پنسیلوانیا واقع شده‌است. ایست فریدام ۹۷۲ نفر جمعیت دارد.